# 미들랜드 스퀘어
미들랜드 스퀘어(일본어: ミッドランドスクエア, 영어: Midland Square)는 아이치현 나고야시 나카무라구 메이에키에 있는 도와 부동산, 토요타 자동차, 마이니치 신문사가 공동으로 소유하고 있는 빌딩이다. 정식명칭은 토요타·마이니치 빌딩이다.

## 개요
미들랜드(Midland)는 ‘중부 지방’이란 뜻으로 처음 설계에서는 JR 센트럴 타워와 같은 높이가 될 예정이었지만 2m 높게 세우는 것으로 변경되어 중부 지방에서 가장 높은 빌딩이 되었다. 일본 내에서는 요코하마 랜드마크 타워, 린쿠 게이트 타워 빌딩 다음으로 제5위로 높다. 옥외형 전망 시설 스카이 프로미네이드가 있어, 44층은 220m, 최고층(46층) 데크의 높이는 약 230m이다.
외부로부터 각 사무실의 택배 서비스 및 빌딩 내의 서류 운반등의 물류 관리 시스템을 야마토 운수가 일괄 처리하고 있다.

## 같이 보기
- 일본의 마천루 목록
- 나고야시의 마천루 목록